# U 331
U 331 war ein deutsches U-Boot vom Typ VII C, das im Zweiten Weltkrieg von der deutschen Kriegsmarine eingesetzt wurde.

## Geschichte
Das Boot wurde am 26. Januar 1940 bei den Nordseewerken in Emden auf Kiel gelegt und am 31. März 1941 unter Oberleutnant zur See Hans Diedrich von Tiesenhausen in Dienst gestellt.

### Einsätze
U 331 unternahm zehn Feindfahrten, auf denen es zwei Kriegsschiffe versenken und ein weiteres beschädigen konnte. Erfolge gegen Handelsschiffe konnten nicht erzielt werden. Am 3. September 1941 gelang U 331 der Durchbruch der Seeblockade bei Gibraltar, von da an operierte das Boot ausschließlich im Mittelmeer. Infolge der überdurchschnittlich langen Tauchzeit bei der Überwindung der britischen Blockade wurde, was zu dieser Zeit noch nicht bekannt war, der Druck in der Tiefensteuerung der Torpedos erhöht, so dass sie von da ab tiefer liefen, als sie eingestellt waren, was viele Fehlschüsse der Mittelmeer-U-Boote begründete. Am 10. Oktober 1941 wurde  U 331 von drei Kampfflugzeugen angegriffen. Dabei kam ein Besatzungsmitglied um.

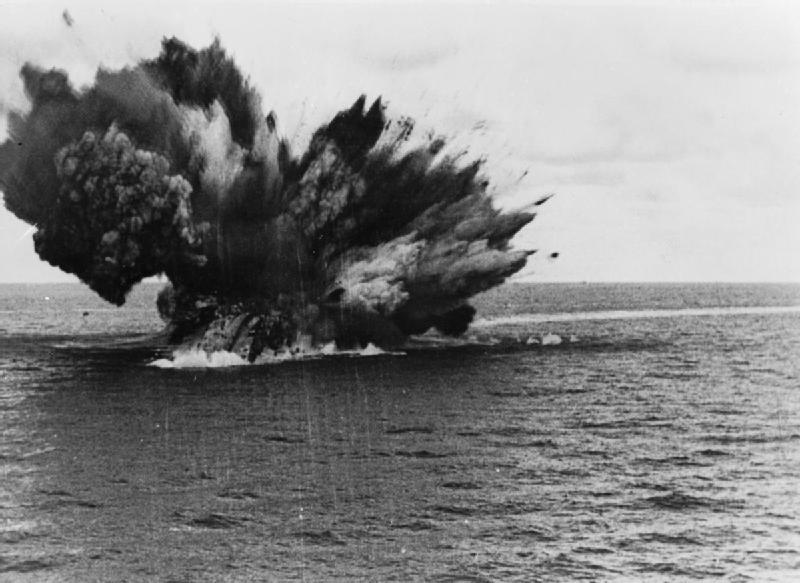
Explosion der HMS Barham

- 10. Oktober 1941: Beschädigung des britischen Landungsboots LCT 18 (360 ts)

Der in einem Überwasser-Feuergefecht von U 331 in Brand geschossene Leichter ist vermutlich gesunken.
- 25. November 1941: Versenkung des britischen Schlachtschiffes Barham (31.100 ts) (Lage)

Die Versenkung des britischen Schlachtschiffs wurde gegen Ende Januar von der Admiralität bestätigt. Am 27. Januar wurde dem (am 1. Januar beförderten) Kapitänleutnant Freiherr von Tiesenhausen für diese Versenkung das Ritterkreuz des Eisernen Kreuzes verliehen.
- 9. November 1942: Versenkung des US-amerikanischen Truppentransporters USS Leedstown (9.135 BRT) (Lage)
- Zusätzlich versenkte Kommandant Tiesenhausen im April 1942 drei kleine Segelschiffe unbekannter Nationalität mittels Artillerie.

Während der zweiten Unternehmung setzte U 331 an der libyschen Küste einen Kommandotrupp ab, der einen Militärzug sprengen sollte, vorher allerdings von britischen Truppen verhaftet wurde.

### Versenkung
Am 17. November 1942 griff der britische Squadron Leader Ian C. Patterson mit einem Flugzeug vom Typ Lockheed Hudson U 331 an, das dabei schwer beschädigt wurde. Zwei weitere britische Flugzeuge erschossen mehrere aussteigende Deutsche, woraufhin Kommandant von Tiesenhausen eine Weiße Fahne als Zeichen der Kapitulation hissen ließ. Patterson meldete seinen Erfolg dem Zerstörer Wilton, der sich auf den Weg zum Ort des Kampfes machte. Plötzlich tauchte jedoch ein britischer Martlet-Jäger auf und tötete durch Gewehrfeuer weitere an Deck befindliche U-Bootfahrer. Kurz darauf wurde U 331 von einer Fairey Albacore des britischen Flugzeugträgers HMS Formidable torpediert und sank mit sämtlichen noch im Inneren des Boots befindlichen Seeleuten nördlich von Algier auf der Position 37° 5′ N, 2° 27′ O. Insgesamt starben bei der Versenkung 32 Mann von U 331, während 17 durch ein britisches Flugboot Supermarine Walrus und den Zerstörer Wilton gerettet wurden und so in Kriegsgefangenschaft kamen, darunter der Kommandant Freiherr von Tiesenhausen und der spätere Sprachwissenschaftler Franz Karl Stanzel. Einer der Gefangenen starb später bei einem Fluchtversuch in Gibraltar.